# Flughafen Wuhan

i7
i11
i13
Der Internationale Flughafen Wuhan-Tianhe (chinesisch 武汉天河国际机场, Pinyin Wǔhàn Tiānhé Guójì Jīchǎng, englisch Wuhan Tianhe International Airport, IATA-Code: WUH, ICAO-Code: ZHHH) ist der Flughafen der Stadt Wuhan in Zentralchina. Er wurde 1995 eröffnet und zählt mit 20,7 Mio. Passagieren jährlich (2016) zu den größeren Flughäfen Chinas bzw. ist damit der größte Flughafen in Zentralchina. Grund ist die zentrale geografische Lage Wuhans bzw. des Tianhe Airports im Netzwerk der chinesischen Fluggesellschaften. Der Flughafen ist u. a. ein Drehkreuz für Air China, China Eastern Airlines and China Southern Airlines. Der Flughafen hält neben vielen nationalen auch viele internationale Verbindungen vor, so z. B. nach Bangkok, Moskau, Osaka, Paris, Seoul und Singapur. 2008 wurde der Flughafen umfassend erweitert und erhielt ein zweites Terminalgebäude. Trotz des Ausbaus stieß der Flughafen bald an seine Kapazitätsgrenzen (14 Mio. Passagiere im Jahr 2012 bzw. 20,7 Mio. im Jahr 2016). Eine zweite Landebahn wurde 2016 eröffnet. Das neue Terminal 3 ist seit Mitte 2017 in Betrieb, das größer ist als die beiden alten Terminals 1 und 2 zusammen. Das alte Terminal 1 wird derzeit (Stand Februar 2018) rückgebaut. Das alte Terminal 2 ist seit Eröffnung des Terminal 3 geschlossen und wird in einen Executive-VIP-Terminal umgebaut.

## Zwischenfälle
Am 22. Juni 2000 stürzte eine Xian Y-7-100C der Wuhan Airlines (Luftfahrzeugkennzeichen B-3479) infolge von Windscherung etwa 25 km vom Flughafen Wuhan entfernt ab, wobei alle 42 Personen an Bord sowie weitere 7 am Boden ums Leben kamen.